# Meyer Kayserling

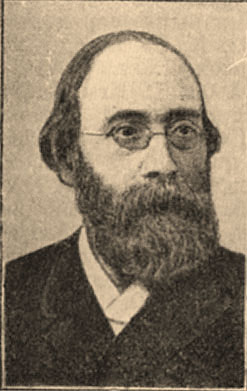
Meyer Kayserling

Meyer Kayserling (auch: Meir Kayserling und Moritz Kayserling sowie Moritz Meyer Kayserling; geboren am 17. Juni 1829 in Gleidingen (heute Laatzen bei Hannover); gestorben am 21. April 1905 in Budapest) war ein deutscher Rabbiner und Historiker, der insbesondere über Literatur und Geschichte der sephardischen Juden gearbeitet hat.

## Leben

### Familie
Meyer Kayserling wurde zur Zeit des Königreichs Hannover in Gleidingen geboren als Sohn des Kaufmanns Abraham Jakob Kayserling und der Ester oder Emma. Sein Bruder Simon Abraham Kayserling (1834–1898) wirkte als Lehrer am Lehrerseminar zu Hannover.
Kayserling heiratete Berta Phillipson, eine Tochter des in Magdeburg tätigen Rabbiners und Herausgebers der Allgemeine Zeitung des Judentums, Ludwig Philippson (1811–1889).

### Werdegang
Seine erste Bildung erwarb Meyer Kaiserling im Haus seiner Tante Seelig. Er absolvierte das Gymnasium in Hannover und durchlief anschließend seine Ausbildung in Halberstadt, Nikolsburg, Prag, Würzburg und Berlin, um sich dann der Geschichte und der Philosophie zu widmen. Von Leopold von Ranke in seinen historischen Studien bestärkt, konzentrierte er sich auf die Geschichte und Literatur der iberischen Halbinsel, wobei ihn auch der Anteil der Juden an der Entdeckung Amerikas interessierte.
1861 wurde er von der aargauischen Kantonsregierung zum Rabbiner von Endingen und Lengnau ernannt und übte das Amt bis 1870 aus. Während seiner Zeit in der Schweiz entwickelte er große Aktivitäten zur Emanzipation der Juden und musste sich deshalb starker Angriffe erwehren. Im Jahr 1870 nahm er einen Ruf als Rabbiner in Pest an.

## Schriften (Auswahl)
- Moses Mendelssohn’s philosophische und religiöse Grundsätze mit Hinblick auf Lessing. Hermann Mendelssohn, Leipzig 1856, (Digitalisat in der Google-Buchsuche).
- Sephardim. Romanische Poesien der Juden in Spanien. Hermann Mendelssohn, Leipzig 1859, (Digitalisat in der Google-Buchsuche).
- Geschichte der Juden in Spanien und Portugal. Theil 1: Geschichte der Juden in Navarra, den Baskenländern und auf den Balearen. Springer, Berlin 1861, (Digitalisat in der Google-Buchsuche; fortgesetzt in anderem Verlag und Reihe: Geschichte der Juden in Portugal. 1867).
- Menasse ben Israel. Sein Leben und Wirken. Zugleich ein Beitrag zur Geschichte der Juden in England. Springer, Berlin 1861, (Digitalisat in der Google-Buchsuche).
- Der Dichter Ephraim Kuh. Ein Beitrag zur Geschichte der deutschen Literatur. Springer, Berlin 1864, (Digitalisat).
- Geschichte der Juden in Portugal (= Institut zur Förderung der israelitischen Literatur. Schriften. Jahr 12, 1866/1867, (Band 2), ZDB-ID 519017-4). Leiner, Leipzig 1867, (Digitalisat in der Google-Buchsuche; Fortsetzung in anderem Verlag und Reihe, von: Geschichte der Juden in Navarra. 1861).
- Die rituale Schlachtfrage oder Ist Schächten Thierquälerei? Sauerländer, Aarau 1867, (Digitalisat).
- Bibliothek Jüdischer Kanzelredner. Eine chronologische Sammlung der Predigten, Biographieen und Charakteristiken der vorzüglichsten jüdischen Prediger. Nebst einem Homiletischen und Literarischen Beiblatte. 2 Bände. Jacobsohn und Co., Breslau 1870–1872 (Digitalisat in der Google-Buchsuche).
- Die Judeninsel und Der Schiffbruch bei Koblenz. Ein Gedenkblatt. s. l., s. n. 1871, (Digitalisat).
- Handbuch der Israelitischen Geschichte von der Zeit des Bibel-Abschlusses bis zur Gegenwart. 3., gänzlich umgearbeitete Auflage. Baumgärtner, Leipzig 1879, (Ausgabe 1 und 2 von Emanuel Hecht).
- Die Jüdischen Frauen in der Geschichte, Literatur und Kunst. Brockhaus, Leipzig 1879, (Digitalisat in der Google-Buchsuche).
- Das Moralgesetz des Judenthums in Beziehung auf Familie, Staat und Gesellschaft. Als Manuscript gedruckt. Waizner, Wien 1882, (Digitalisat in der Google-Buchsuche; anonym publiziert).
- Die Blutbeschuldigung von Tißa-Eßlár. Beleuchtet. s. n., Budapest 1882, urn:nbn:de:hebis:30:1-102931.
- Der Wucher und das Judenthum. s. n., Budapest 1882, (Digitalisat in der Google-Buchsuche).
- Moses Mendelssohn. Ungedrucktes und Unbekanntes von ihm und über ihn. Brockhaus (in Kommission), Leipzig 1883, (Digitalisat in der Google-Buchsuche).
- Refranes ó Proverbios Españoles de los Judios Españoles. Selbstverlag, Budapest 1889, (Digitalisat).
- Biblioteca Española-Portugueza-Judaica. Dictionnaire Bibliographique. Trubner, Straßburg 1890, (Digitalisat).
- Dr. W. A. Meisel. Ein Lebens- und Zeitbild. Brockhaus, Leipzig 1891, urn:nbn:de:hebis:30:1-121875.
- Sterbetage aus alter und neuer Zeit. Brandeis, Prag 1891, (Digitalisat in der Google-Buchsuche).
- Gedenkblätter. Hervorragende jüdische Persönlichkeiten des neunzehnten Jahrhunderts. In kurzen Charakteristiken. Grieben, Leipzig 1892, urn:nbn:de:hebis:30:1-120678.
- Christoph Columbus und der Antheil der Juden an den spanischen und portugiesischen Entdeckungen. Cronbach, Berlin 1894, (Digitalisat; auch übersetzt ins Englische und Hebräische).
- Die Jüdische Litteratur von Moses Mendelssohn bis auf die Gegenwart. Poppelauer, Berlin 1896, urn:nbn:de:hebis:30:1-125130.
- Ludwig Philippson. Eine Biographie. Hermann Mendelssohn, Leipzig 1898, urn:nbn:de:hebis:30:1-117936.
- Die Juden als Patrioten. Katz, Berlin 1898.
- Die Juden von Toledo (= Populär-wissenschaftliche Vorträge über Juden und Judentum. 4, ZDB-ID 2724224-9). Kaufmann, Leipzig 1900, urn:nbn:de:hebis:30-180013274039.